# Łaski (gmina Jasło)
Łaski – wieś w Polsce położona w województwie podkarpackim, w powiecie jasielskim, w gminie Jasło.
| SIMC    | Nazwa     | Rodzaj    |
| ------- | --------- | --------- |
| 0352911 | Berdechów | część wsi |

Łaski wraz z Sobniowem tworzą jedno sołectwo Łaski - Sobniów, w którym 31 grudnia 2011 mieszkało 996 osób.
W latach 1975–1998 miejscowość administracyjnie należała do województwa krośnieńskiego.

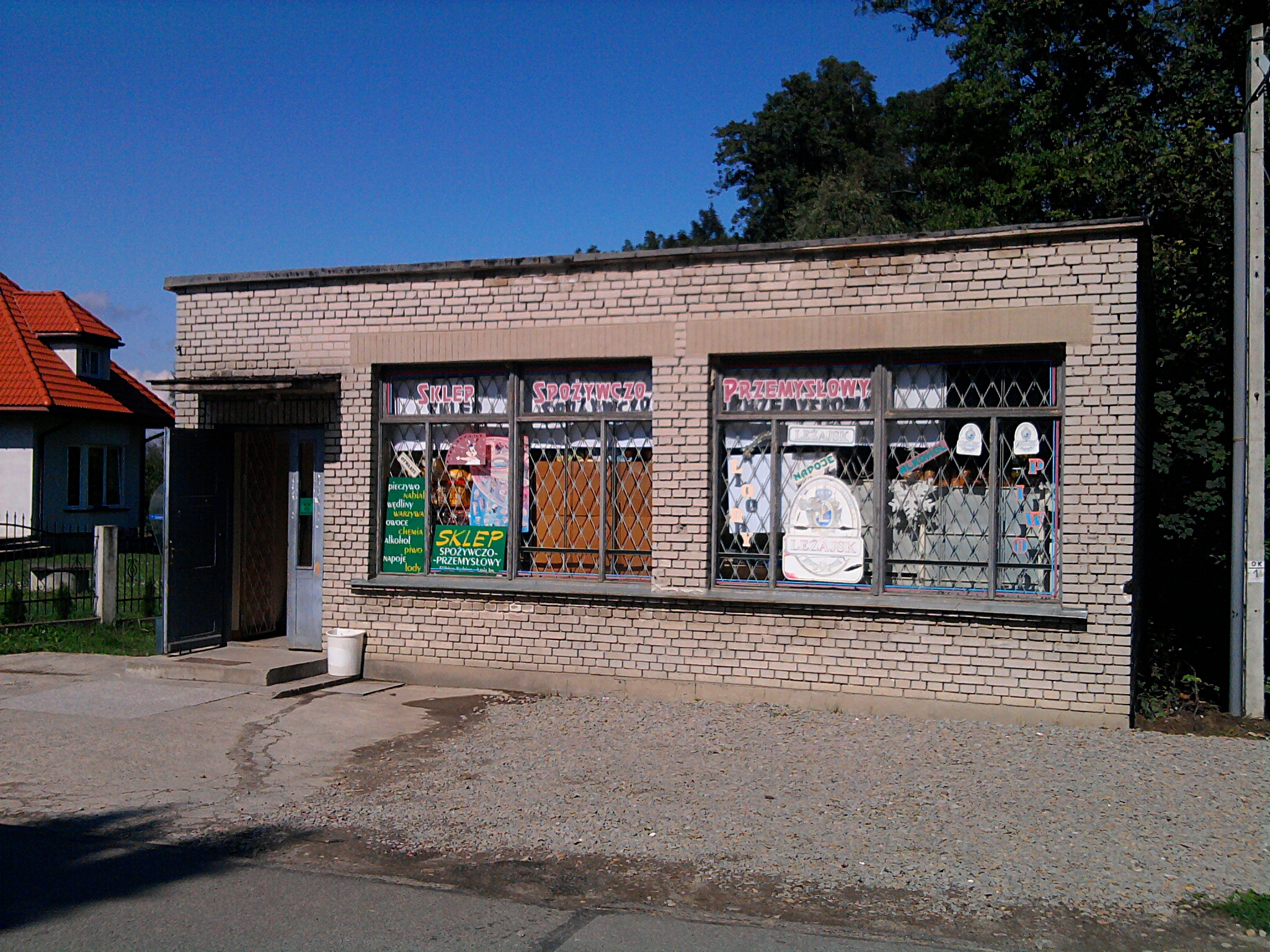
Sklep w Łaskach
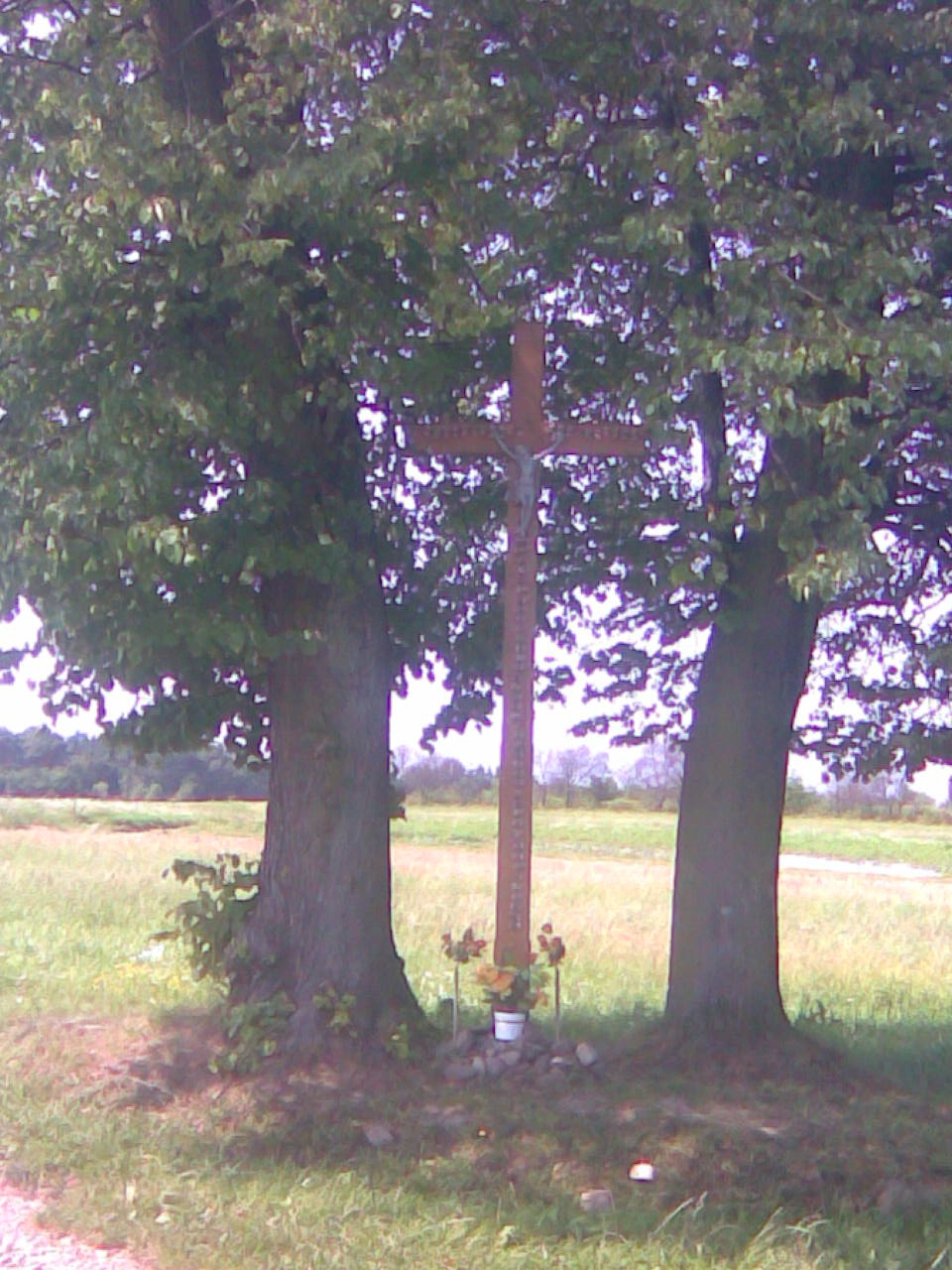
Krzyż w Łaskach